# Чермошня (Тульская область)
Чермошня — деревня в Щекинском районе Тульской области в 26 км от Щёкино. Входит в состав муниципального образования сельское поселение Лазаревское.

## География
Ближайшая река Упа протекает в 4 км юго-восточнее деревни, у села Царево. Юго-западней деревни (около 3,7 км) проходит автодорога Р141 Лопатково — Ефремов.

## История
Деревня входила в Каширский уезд Тульской губернии. Чермошня с 1832 года принадлежала родителям Фёдора Михайловича Достоевского, где писатель провёл своё детство. В 1877 году писатель посетил места своего детства, посетив и Чермошню.
Другие названия деревни: Чермашня, Черемошино, Черемошня, Черемошна, Черемашня.